# Duncan Armstrong
Duncan John D'Arcy Armstrong (Rockhampton, 7 de abril de 1968) es un nadador y plusmarquista australiano retirado especializado en pruebas de estilo libre, donde consiguió ser campeón olímpico en 1988 en los 200 metros.

## Primeros años
Armstrong nació en la ciudad de Rockhampton, en el estado australiano de Queensland, donde comenzó a nadar a los cinco años. Convencido de su potencial como nadador competitivo, su familia decidió mudarse a Brisbane y empezó a entrenar en el Club de Natación ACI Lawrence cuando era adolescente con el entrenador Laurie Lawrence. Mientras entrenaba con él, nadaba junto al medallista de oro olímpico de 1984, Jon Sieben, que lo tomó como modelo a seguir, y emular el logro olímpico se convirtió en su objetivo. Asistió a la selectiva Brisbane State High School, donde se convirtió en capitán del equipo de natación. Se graduó en 1985.

## Carrera deportiva
Armstrong debutó en competición internacional en los Juegos de la Mancomunidad de 1986 celebrados en la capital escocesa de Edimburgo, ganando su primera medalla de oro en la prueba de 400 metros libres de manera dramática tras remontar en los últimos 25 metros. La segunda medalla de oro la logró como miembro del equipo australiano en la prueba de relevo 4 × 200 metros libre.
Armstrong llegaba a los Juegos Olímpicos de Seúl 1988 en el puesto 46.º del mundo, enfrentándose a un trío de poseedores de récords mundiales pasados y vigentes en los 200 metros libres: el estadounidense Matt Biondi, el polaco Artur Wojdat y el alemán Michael Gross. Aunque no era favorito para ganar, Armstrong había desarrollado un fuerte sentido de confianza después de años de entrenamientos de 20 km diarios. Como nadador de fondo, Lawrence planeó que Armstrong nadara lo más cerca posible del carril adyacente de Biondi, con Armstrong dibujando o surfeando efectivamente la estela del estadounidense. A los 150 metros, Armstrong estaba en tercer lugar pero superó al sueco Anders Holmertz y posteriormente a Biondi en los últimos 25 metros finales, logrando la medalla de oro y conseguir un nuevo récord mundial con un tiempo de 1:47.25 —el anterior era de 1:47.44—. Holmertz logró la plata con un tiempo de 1:47.89, y Biondi el bronce con 1:47.99.
En los 400 metros libres, Armstrong volvió a repetir situación llegando a ir último en el primer cuarto de carrera y penúltimo a falta de 100 metros. Sin embargo, terminó fuerte y se adjudicó la medalla de plata tras una foto finish con un tiempo de 3:47.14, solo por detrás del nuevo récord mundial logrado por el alemán Uwe Dassler con 3:46.95. Armstrong logró batir su récord personal en cinco segundos, y los tres medallistas —Dassler, Armstrong y Artur Wojdat— rompieron el anterior récord mundial de 400 metros libre establecido en 3:47.38. También formó parte del equipo australiano que acabó 4.º en la prueba de relevo 4 × 200 metros libre.
Debido a sus éxitos olímpicos, fue galardonado con el premio al Joven Autraliano del Año en 1988.